# Handwörterbuch des elektrischen Fernmeldewesens
Das Handwörterbuch des elektrischen Fernmeldewesens ist ein Fachlexikon mit Begriffen aus dem Bereich der elektrischen Telekommunikation. 
Neben kurzen Erklärungen gibt es auch mehrseitige Aufsätze über ein spezielles fernmeldetechnisches Thema. Des Weiteren enthält das Standardwerk auch fernmeldegeschichtliche und länderspezifische Abhandlungen. Da die Bücher im Auftrag der Deutschen Reichspost bzw. später von der Deutschen Bundespost herausgegeben wurden, liegt der Schwerpunkt der behandelten Themen auf den deutschen Eigenschaften. 
Für andere Postbereiche wurde ebenfalls von der deutschen Post (Reichspost und Bundespost) das Handwörterbuch des Postwesens herausgegeben.

## Buchausgaben

### Erste Auflage
Die erste Auflage erschien 1929 im Verlag von Julius Springer, Berlin. Der Druck erfolgte von Oscar Brandstetter in Leipzig. 
Es erschienen zwei Bände mit insgesamt 2769 Bildern:
1. Band A–K mit 1319 Bildern (S. 1–830) plus Vorwort, „Verzeichnis verdienter Herren um das Werk“, Abkürzungsverzeichnis auf den Seiten I–VII
2. Band L–Z mit 1450 Bildern (S. 1–903) plus Abkürzungsverzeichnis auf den Seiten I–IV

Herausgegeben wurde diese Ausgabe von:
- Ernst Feyerabend, Staatssekretär im Reichspostministerium
- Hugo Heidecker, Oberpostrat im RPM
- Franz Breisig, Abteilungsdirigent im RPM
- August Kruckow, Präsident des Reichspostzentralamts

### Geplante zweite Auflage
Eine zweite Auflage wurde durch das Reichspostministerium um 1940 vorbereitet, zu einem Druck ist es jedoch durch den Kriegsverlauf nicht gekommen. Die Artikel befanden sich um 1985 im Archiv der Deutschen Fernkabel-Gesellschaft in Karteiform.

### Zweite Auflage
Die tatsächliche zweite (neubearbeitete) Auflage wurde in der Bundesdruckerei Berlin 1970 gedruckt und herausgegeben im Auftrag des Bundesministeriums für das Post- und Fernmeldewesen.
1. Band A–F (S. 1–628) plus Vorworte, Verzeichnis der Mitarbeiter und der Abkürzungen auf den Seiten I–XIX
2. Band G–P (S. 629–1334)
3. Band Q–Z (S. 1337–1978)

Herausgeber 
- Heinrich Gerwig
- Hans Griem (zweiter Präsident des Fernmeldetechnischen Zentralamtes von 1960 bis 1963)
- Karl Herz † (erster Präsident des Fernmeldetechnischen Zentralamtes von 1949 bis 1959)
- Otto Kirchner
- Kurt Knebel
- Walter Koropp

Kurz vor Drucklegung des Werkes verstarb der ehemalige Präsident des FTZ und Mitherausgeber Karl Herz am 11. Juli 1970, somit konnte sein Artikel noch aktualisiert werden.

## Ähnliche Bücher
- Handwörterbuch des Postwesens